# Caperonia corchoroides
Caperonia corchoroides är en törelväxtart som beskrevs av Johannes Müller Argoviensis. Caperonia corchoroides ingår i släktet Caperonia och familjen törelväxter. Inga underarter finns listade i Catalogue of Life.